# Вікторія (богиня)
Вікторія (лат. Victoria) — богиня перемоги в римській міфології. Це дуже давнє, чисто римське божество, культ якого існував задовго до появи романо-грецького пантеону та ідентифікації Вікторії із грецькою богинею перемоги Ніке. До їх підкорення Римом, сабіни поклонялися богині Вакуни (Vacuna), войовниці та захисниці полів та лісів, що поступово була асимільована римлянами як Вікторія.
Римські воєначальники дуже її шанували. Один із них, Сулла, присвятив їй Ігри у I ст. до н. е. Гай Юлій Цезар встановив їй вівтар у Сенаті та постановив, щоб 28 серпня на ньому присягались на вірність Імперії. Пізніше Август після перемоги над Клеопатрою та Марком Антонієм під Актіум у 31 році до н. е. передав Рим під її опіку, а також збудував їй храм на Палатинському пагорбі.
Під час процесій на честь імператора традицією було урочисто проносити статую Вікторії, що стала з часом знаною як Товариш Імператора. Культ Вікторії був поширений у всіх значних містах Імперії, та не було жодного імперського культу, що не використовував би Вікторію як символ вічно переможної Імперії. На монетах із її зображенням вона зображалась на звороті портрета імператора, з оголеними грудьми та з вінком із лаврового листя.